# Gary Madine
Gary Madine, né le 24 août 1990 à Gateshead, est un footballeur anglais qui évolue au poste d'attaquant.

## Biographie
Le 28 septembre 2010, il inscrit un triplé lors d'un match de League One contre Hartlepool United.
Le 31 janvier 2018, il rejoint Cardiff City.
Le 7 janvier 2019, il est prêté à Sheffield United.

## Palmarès

### En club
- Cardiff City
  - Vice-champion d'Angleterre de D2 en 2018.
- Sheffield United
  - Vice-champion d'Angleterre de D2 en 2019.